# Percy Beard
Percy Beard (Percy Morris Beard; * 26. Januar 1908 in Hardinsburg, Kentucky; † 27. März 1990 in Gainesville, Florida) war ein US-amerikanischer Hürdenläufer. 
Beard war der dominierende US-Athlet im 110-Meter-Hürdenlauf im Vorfeld der Olympischen Spiele 1932. Er hatte nicht nur den Weltrekord auf der metrischen Strecke von 14,4 egalisiert, sondern auch den auf der Strecke von 120 Yards Hürden auf 14,2 heruntergeschraubt.
Die US-Trials für die Spiele fanden in Stanford statt. Hier stellte Jack Keller den metrischen Weltrekord ein und gewann die Trials vor George Saling und Beard. Im Halbfinale der Spiele stellte dann auch Saling den Weltrekord ein. Im Finale standen nun diese drei amerikanischen Weltrekordler zwei Briten und dem Deutschen Willi Welscher gegenüber. Beard ging in Führung, hatte aber an der sechsten Hürde Probleme, und so gewann Saling in 14,6 vor Beard in 14,7. Dahinter kamen drei Läufer mit 14,8 in die Wertung: Der Brite Don Finlay auf Platz 3, Keller auf Platz 4 und der Langhürdler Lord Burghley auf Platz 5. Welscher wurde disqualifiziert. 
Während Kellers Karriere rasch endete und Saling tödlich verunglückte, verbesserte Beard 1934 den Weltrekord erst in Stockholm auf 14,3 und 11 Tage später in Oslo auf 14,2. 
Von 1937 bis 1964 war Beard Trainer an der University of Florida. Daneben befasste sich der gelernte Ingenieur mit der Weiterentwicklung von Allwetterbelägen für die Leichtathletik.